# Ski nordique
Ne doit pas être confondu avec Ski de randonnée nordique, Ski alpin ou Ski de randonnée.

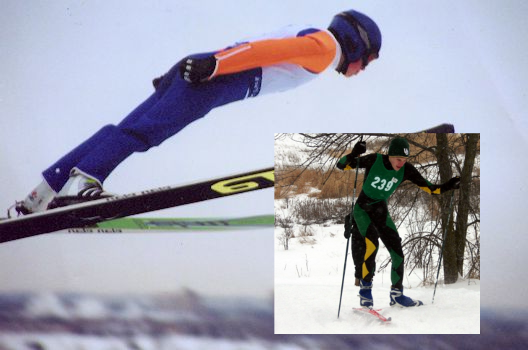
Saut à ski et fond : des disciplines du ski nordique

Le terme de ski nordique fait référence à plusieurs disciplines de ski d'inspiration scandinave relevant des activités nordiques. Selon le contexte, le terme de ski nordique a un sens différent.
Ainsi, le ski nordique est un terme générique qui regroupe plusieurs disciplines historiques du ski : le ski de fond, le saut à ski, le combiné nordique (sous l'autorité de la Fédération internationale de ski qui fixe les règles pour la compétition) et le ski de randonnée nordique. Le biathlon, discipline plus récente et régie par une instance indépendante (Union internationale de biathlon), y est également associé en raison de son origine nordique et de la pratique du ski de fond.
L'appellation ski de randonnée nordique (SRN) est parfois abrégée, à tort, en ski nordique, ce qui prête à confusion. Intermédiaire entre le ski de fond moderne (pour le dénivelé) et le ski de randonnée (pour le terrain d'exercice), le SRN se pratique avec des skis spécifiques et en terrain « sauvage », c'est-à-dire non damé. Il en est de même pour le télémark, en tant que discipline (matériel et technique) à mi-chemin entre le ski alpin et le ski nordique dont il ne dépend pas mais qui, par son talon libre et ses origines (Norvège), pourrait être légitimement rattaché à cette famille d'activités.
Jadis mode de déplacement utilitaire (chasse, transport, etc), le ski de randonnée nordique serait, selon de nombreux spécialistes, à l'origine du ski nordique et aurait évolué au fil des années pour donner naissance aux disciplines du ski que l'on connaît aujourd'hui,.

## Le ski nordique de compétition

### Ski de fond

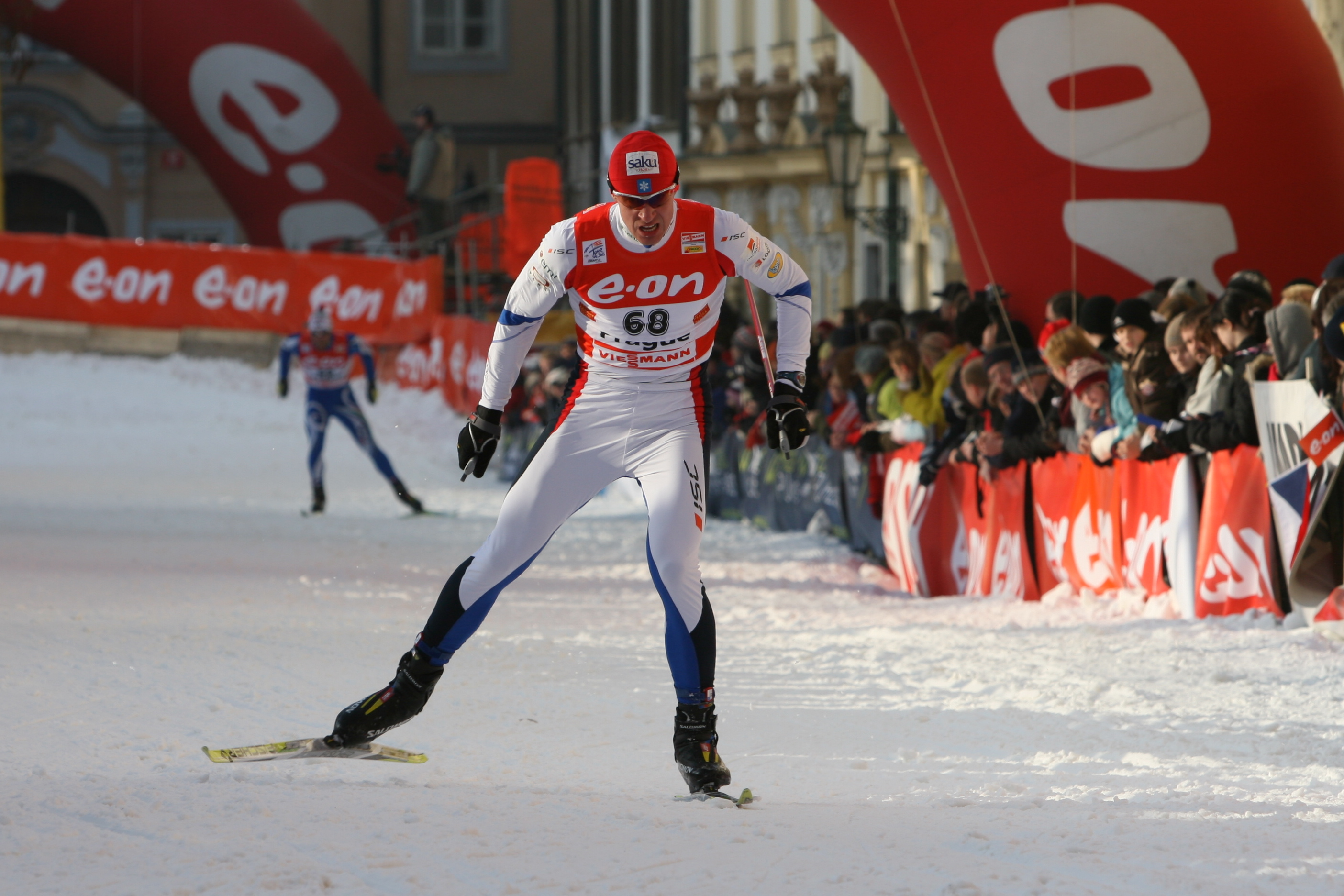
Deux compétiteurs évoluant en skating.

Le ski de fond requiert différentes techniques de progression, de virage, de montée et de descente. Pour progresser en ski de fond, on peut utiliser deux techniques : le pas alternatif (technique dite « classique ») et le pas de patineur, également désigné par le terme anglais « skating », une technique utilisée depuis 1985.

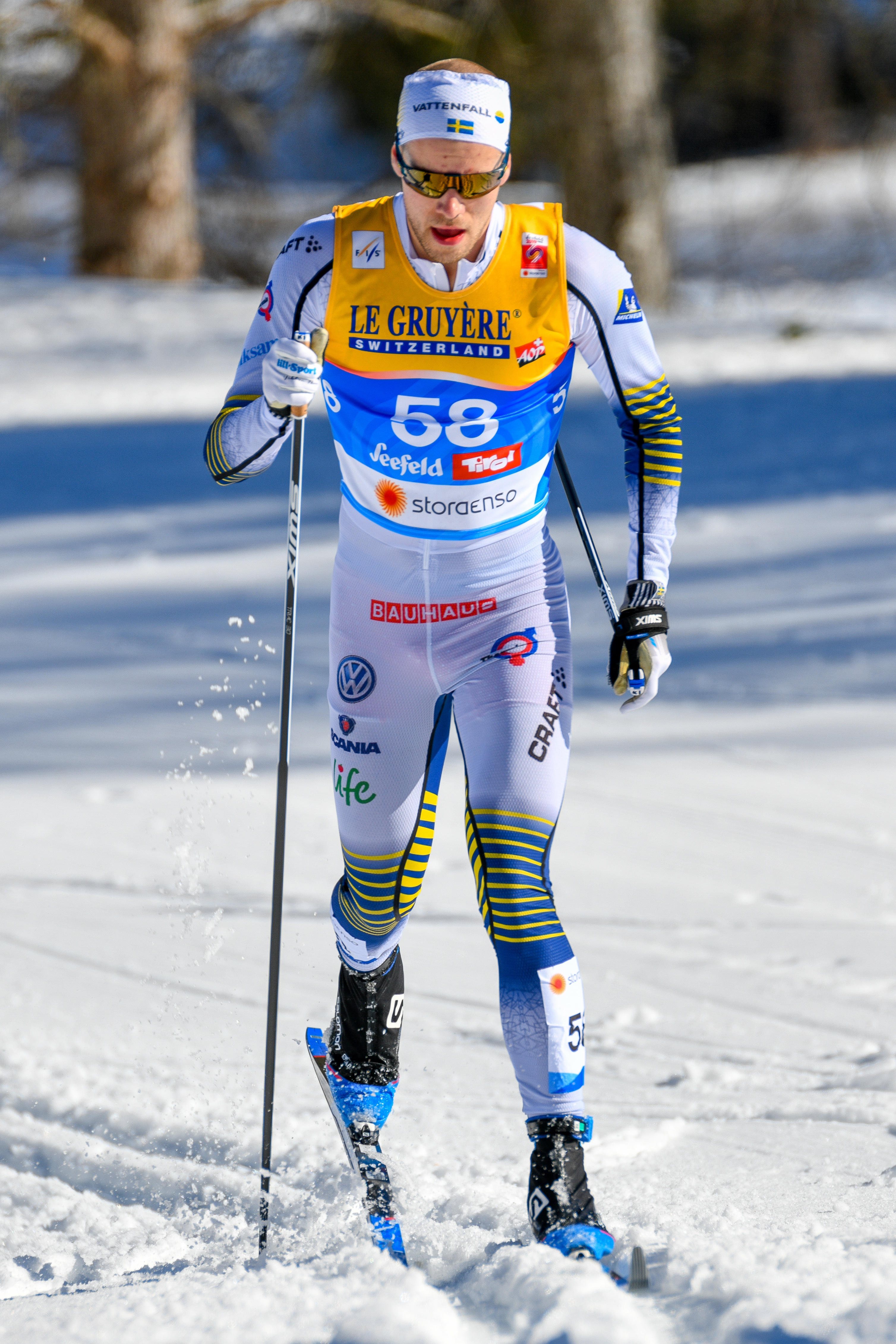
Compétiteur évoluant en ski classique.

Des courses sur différentes distances (de plusieurs centaines de mètres à presque cent kilomètres) sont organisées pour chacune des deux pratiques.
Une piste de ski de fond classique se reconnaît à ses deux rails parallèles réalisés par une machine appelée « traceur de piste » remorquée par une motoneige ou une dameuse selon les surfaces à travailler.

### Saut à ski
Le saut à ski consiste à sauter depuis un tremplin pour effectuer le plus long saut possible. Il se pratique avec des skis de très grande longueur (plus de deux mètres). En compétition, des juges notent le style du sauteur.

### Combiné nordique
Le combiné nordique associe le saut à ski et le ski de fond. Cette très ancienne discipline du ski demande au coureur deux qualités antagonistes : détente pour le saut et endurance pour le fond.

### Biathlon
Le biathlon combine le ski de fond et le tir à la carabine, reproduisant ainsi la chasse hivernale. Cette discipline est physiquement et mentalement exigeante : elle implique en effet d'alterner rapidement des phases de ski intenses et des phases de grande concentration avec un blocage de la respiration pour procéder au tir sur cible fixe.
Bien que les compétitions de biathlon, qui sont administrées par l'Union internationale de biathlon, se tiennent séparément des autres disciplines de ski nordique (qui elles sont administrées par la Fédération internationale de ski), le biathlon est considéré comme faisant partie du ski nordique. En effet, les stades les mieux équipés, comme celui d'Holmenkollen à Oslo, accueillent aussi bien les compétitions internationales de biathlon que celles de ski de fond, de saut à ski ou de combiné nordique. Signe de l'indépendance des circuits, les Championnats du monde de biathlon se déroulent toujours à des dates et en des lieux différents des Championnats du monde de ski nordique.

### Le ski nordique en été

#### Saut à ski en été
De nombreux tremplins sont équipés de revêtements permettant leur utilisation sans neige, et donc en été. C'est ainsi que se déroule chaque année le Grand Prix d'été de saut à ski.

#### Rollerski
Il est possible de pratiquer le ski de fond en été, grâce au rollerski (souvent appelé ski à roulettes, ou ski-roues). Cette discipline du ski se pratique l'été sur le macadam. Pour skier, il faut disposer d'un matériel spécifique. Les skis sont composés de poutres en alliage d'aluminium ou de carbon sur lesquelles sont montés des roues à chaque extrémité. L'entraxe entre les roues doit être au minimum de 530 mm pour pouvoir participer à des compétitions. Les roues peuvent être de diamètre et de largeur différentes et posséder ou non un système anti-recul. Ce dernier dispositif permet de skier en technique classique (pas alternatif).
Sur chaque ski sont également posées des fixations de ski de fond. Les chaussures peuvent être les mêmes que pour l'hiver ou bien des modèles spécifiques très aérés. Enfin les bâtons diffèrent des bâtons utilisés sur la neige par des pointes renforcées (carbure de tungstène) pour retarder l'usure sur le macadam.
Pour pratiquer le rollerski, il est également recommandé de porter des protections, notamment un casque.

#### Combiné nordique en été
Rollerski et tremplins utilisables sans neige permettent la tenue de compétitions de combiné nordique, notamment le grand prix d'été.

#### Biathlon d'été
Cette discipline est pratiquée en été avec des skis à roulettes par les sportifs de haut niveau pour leur entraînement. Des championnats du monde de biathlon d'été ont lieu chaque année.

## Le ski nordique de loisir
Le saut à ski comme le combiné nordique ne sont pas des sports pratiqués en loisir mais en club, essentiellement en raison du coût de l'infrastructure que représente un tremplin. Les clubs rendent ces sports accessibles, notamment aux plus jeunes.
Le ski de fond en technique classique ou en skating se pratique également dans un contexte de loisir et de promenade.
Une pratique loisir du biathlon tend à se développer, ouverte au grand public, hiver comme été, avec du matériel adapté (skis à roulettes, carabines et stands de tir adaptés).

### Ski de randonnée nordique
Le ski de randonnée nordique, très pratiqué dans les pays nordiques, se développe également dans les pays alpins car il convient parfaitement aux profils d'itinéraires moyennement vallonnés (Vercors, Jura, etc.).
Au sein du ski de randonnée nordique, il existe une pratique confidentielle prisée par les Norvégiens, le ski de fond de randonnée, particulièrement adapté à leurs hauts plateaux. Elle utilise des skis de fond de randonnée spécifiques ou fjellskistrès proches des skis de randonnée nordique (SRN) bien qu'étant plus longs et plus fins. De grandes marques commercialisent ces skis adaptés aux grands espaces et permettent ainsi de sortir des pistes de fond traditionnelles.